# Gran Premio d'Ungheria 2007
Il Gran Premio d'Ungheria 2007 si è svolto il 5 agosto 2007 ed ha visto vincere Lewis Hamilton dopo un lungo duello con Kimi Räikkönen, arrivato secondo. Al terzo posto si è piazzato Nick Heidfeld, tallonato dall'altra McLaren, quella di Fernando Alonso. A seguire l'altra BMW di Robert Kubica, a un anno esatto dal suo debutto, la Toyota di Ralf Schumacher, un'ottima Williams con Nico Rosberg ed un confermatissimo Heikki Kovalainen su Renault. Nel campionato del mondo, le due McLaren si allontanano, prendendo un distacco di 20 punti sulla prima Ferrari, quella di Kimi Räikkönen.

## Nuovi Piloti
- La Scuderia Toro Rosso cambia il secondo pilota Scott Speed con il test driver della BMW, Sebastian Vettel.
- La Spyker F1 Team cambia il secondo pilota Markus Winkelhock con il giapponese Sakon Yamamoto.

## Qualifiche
| Pos | Nome                 | Costruttore        | Q1       | Q2       | Q3       |
| --- | -------------------- | ------------------ | -------- | -------- | -------- |
| 1†  | Fernando Alonso      | McLaren-Mercedes   | 1:20.425 | 1:19.661 | 1:19.674 |
| 2   | Lewis Hamilton       | McLaren-Mercedes   | 1:19.570 | 1:19.301 | 1:19.781 |
| 3   | Nick Heidfeld        | BMW Sauber         | 1:20.751 | 1:20.322 | 1:20.259 |
| 4   | Kimi Räikkönen       | Ferrari            | 1:20.435 | 1:20.107 | 1:20.410 |
| 5   | Nico Rosberg         | Williams-Toyota    | 1:20.547 | 1:20.188 | 1:20.632 |
| 6   | Ralf Schumacher      | Toyota             | 1:20.449 | 1:20.455 | 1:20.714 |
| 7   | Robert Kubica        | BMW Sauber         | 1:20.366 | 1:20.703 | 1:20.876 |
| 8‡  | Giancarlo Fisichella | Renault            | 1:21.645 | 1:20.590 | 1:21.079 |
| 9   | Jarno Trulli         | Toyota             | 1:20.481 | 1:19.951 | 1:21.206 |
| 10  | Mark Webber          | Red Bull-Renault   | 1:20.794 | 1:20.439 | 1:21.256 |
| 11  | David Coulthard      | Red Bull-Renault   | 1:21.291 | 1:20.718 |          |
| 12  | Heikki Kovalainen    | Renault            | 1:20.285 | 1:20.779 |          |
| 13  | Alexander Wurz       | Williams-Toyota    | 1:21.243 | 1:20.865 |          |
| 14  | Felipe Massa         | Ferrari            | 1:20.408 | 1:21.021 |          |
| 15  | Anthony Davidson     | Super Aguri-Honda  | 1:21.018 | 1:21.127 |          |
| 16  | Vitantonio Liuzzi    | Toro Rosso-Ferrari | 1:21.730 | 1:21.993 |          |
| 17  | Jenson Button        | Honda              | 1:21.737 |          |          |
| 18  | Rubens Barrichello   | Honda              | 1:21.877 |          |          |
| 19  | Takuma Satō          | Super Aguri-Honda  | 1:22.143 |          |          |
| 20  | Sebastian Vettel     | Toro Rosso-Ferrari | 1:22.177 |          |          |
| 21  | Adrian Sutil         | Spyker-Ferrari     | 1:22.737 |          |          |
| 22  | Sakon Yamamoto       | Spyker-Ferrari     | 1:23.774 |          |          |

† Fernando Alonso viene penalizzato di 5 posizione per aver ostacolato Hamilton nella Q3.

‡ Giancarlo Fisichella subisce una retrocessione di 5 posizione per aver ostacolato Sakon Yamamoto nella Q1.

## Gara
Dopo i fatti del sabato, ci si attende una comoda vittoria di Hamilton, dato che Alonso parte due file più indietro e la McLaren ha mostrato un passo in apparenza inavvicinabile. Al via Hamilton prende la testa come da copione davanti a Kimi Räikkönen, poi Nick Heidfeld e Nico Rosberg. Alonso è settimo ma commette un errore finendo largo nell’ultima curva del primo giro, ed è passato da Mark Webber. Poi Fernando prova a scatenarsi: passa l’australiano alla prima curva del terzo giro, e Robert Kubica, una tornata più tardi nello stesso punto, salendo al sesto posto, ma la sua rimonta si arena alle spalle di Ralf Schumacher. Felipe Massa ha perso un paio di posizioni nel primo giro e la sua corsa è totalmente compromessa.
Davanti Hamilton allunga inizialmente, poi Räikkönen riesce ad eguagliare i suoi tempi con una Ferrari più brillante di quanto le prove avessero mostrato. Heidfeld, Rosberg e Alonso si fermano al giro 17 per il primo rifornimento, seguiti un paio di tornate dopo dai primi due. Räikkönen ha imbarcato meno benzina e, in breve, si porta negli scarichi di Hamilton, ma la configurazione di vetture e tracciato rende i sorpassi pressoché impossibili. Le posizioni sono così determinate dalle strategie; Kubica è salito al quinto posto, dopo il pit stop, ma, come il compagno Heidfeld e Rosberg punta su una strategia a tre rifornimenti. Räikkönen effettua il suo secondo stop al giro 46, quattro prima di Hamilton, che resta leader. Alonso, sceso al settimo posto dopo il primo rifornimento, ha imbarcato parecchia benzina e può finalmente passare Ralf Schumacher dopo il secondo, per poi salire in quarta posizione dopo il terzo stop di Kubica e Rosberg.
L’ultima parte di gara è animata dai confronti ravvicinati tra Hamilton e Räikkönen e tra Heidfeld e Alonso, ma nulla muta più.
L’inglese ottiene il terzo successo stagionale e allunga in classifica sul compagno, ormai separato in casa, Alonso, mentre i piloti Ferrari sono ora distanti, con il sospetto che i due non abbiano saputo sfruttare appieno il potenziale della vettura.
| Pos | N. | Pilota               | Costruttore        | Giri | Tempo/Ritiro                | Griglia | Punti |
| --- | -- | -------------------- | ------------------ | ---- | --------------------------- | ------- | ----- |
| 1   | 2  | Lewis Hamilton       | McLaren-Mercedes   | 70   | 1:35:52.991                 | 1       | 10    |
| 2   | 6  | Kimi Räikkönen       | Ferrari            | 70   | +0.715 s                    | 3       | 8     |
| 3   | 9  | Nick Heidfeld        | BMW Sauber         | 70   | +43.129 s                   | 2       | 6     |
| 4   | 1  | Fernando Alonso      | McLaren-Mercedes   | 70   | +44.858 s                   | 6       | 5     |
| 5   | 10 | Robert Kubica        | BMW Sauber         | 70   | +47.616 s                   | 7       | 4     |
| 6   | 11 | Ralf Schumacher      | Toyota             | 70   | +50.669 s                   | 5       | 3     |
| 7   | 16 | Nico Rosberg         | Williams-Toyota    | 70   | +59.139 s                   | 4       | 2     |
| 8   | 4  | Heikki Kovalainen    | Renault            | 70   | +1:08.104                   | 11      | 1     |
| 9   | 15 | Mark Webber          | Red Bull-Renault   | 70   | +1:16.331                   | 9       |       |
| 10  | 12 | Jarno Trulli         | Toyota             | 69   | +1 giro                     | 8       |       |
| 11  | 14 | David Coulthard      | Red Bull-Renault   | 69   | +1 giro                     | 10      |       |
| 12  | 3  | Giancarlo Fisichella | Renault            | 69   | +1 giro                     | 13      |       |
| 13  | 5  | Felipe Massa         | Ferrari            | 69   | +1 giro                     | 14      |       |
| 14  | 17 | Alexander Wurz       | Williams-Toyota    | 69   | +1 giro                     | 12      |       |
| 15  | 22 | Takuma Satō          | Super Aguri-Honda  | 69   | +1 giro                     | 19      |       |
| 16  | 19 | Sebastian Vettel     | Toro Rosso-Ferrari | 69   | +1 giro                     | 20      |       |
| 17  | 20 | Adrian Sutil         | Spyker-Ferrari     | 68   | +2 giri                     | 21      |       |
| 18  | 8  | Rubens Barrichello   | Honda              | 68   | +2 giri                     | 18      |       |
| Rit | 18 | Vitantonio Liuzzi    | Toro Rosso-Ferrari | 42   | Elettronica                 | 16      |       |
| Rit | 23 | Anthony Davidson     | Super Aguri-Honda  | 41   | Collisione con G.Fisichella | 15      |       |
| Rit | 7  | Jenson Button        | Honda              | 35   | Cambio                      | 17      |       |
| Rit | 21 | Sakon Yamamoto       | Spyker-Ferrari     | 4    | Incidente                   | 22      |       |

La Scuderia McLaren Mercedes non aggiunge i punti conquistati in questo GP per la penalizzazione riguardante la vicenda svoltasi nel Q3 tra Hamilton e Alonso.

## Classifiche

### Piloti
| Pos. | Pilota               | Punti |
| ---- | -------------------- | ----- |
| 01   | Lewis Hamilton       | 80    |
| 02   | Fernando Alonso      | 73    |
| 03   | Kimi Räikkönen       | 60    |
| 04   | Felipe Massa         | 59    |
| 05   | Nick Heidfeld        | 42    |
| 06   | Robert Kubica        | 28    |
| 07   | Giancarlo Fisichella | 17    |
| 08   | Heikki Kovalainen    | 16    |
| 09   | Alexander Wurz       | 13    |
| 10   | Mark Webber          | 8     |
| 11   | David Coulthard      | 8     |
| 12   | Jarno Trulli         | 7     |
| 13   | Nico Rosberg         | 7     |
| 14   | Ralf Schumacher      | 5     |
| 15   | Takuma Satō          | 4     |
| 16   | Sebastian Vettel     | 1     |
| 17   | Jenson Button        | 1     |

### Costruttori
| Pos. | Scuderia          | Punti |
| ---- | ----------------- | ----- |
| 01   | McLaren-Mercedes  | 138   |
| 02   | Ferrari           | 119   |
| 03   | BMW Sauber        | 71    |
| 04   | Renault           | 33    |
| 05   | Williams-Toyota   | 20    |
| 06   | RBR-Renault       | 16    |
| 07   | Toyota            | 12    |
| 08   | Super Aguri-Honda | 4     |
| 09   | Honda             | 1     |